# Giovanna Gagliardo
Giovanna Gagliardo (* 12. Dezember 1941 in Monticello d’Alba) ist eine italienische Filmregisseurin und Drehbuchautorin.

## Leben
Gagliardo arbeitete nach einer kurzen Erfahrung als Schauspielerin (1961 spielte sie in Elio Petris Trauen Sie Alfredo einen Mord zu?) als Journalistin für Il Giorno, Tempo Illustrato, Il Messaggero und La Repubblica. 1967 verfasste sie erstmals ein Drehbuch, wobei sie für das Fernsehen ebenso wie für die große Leinwand schrieb. Mehrmals war Miklós Jancsó der Regisseur dieser Bücher. 1977 debütierte sie als Regisseurin mit Maternale, in der sie die Veränderungen des italienischen Bürgertums der 1960er Jahre anhand der Geschichte eines Mutter-Tochter-Verhältnisses beschrieb. Nach einem Fernsehfilm standen erneut zwei Frauen im Mittelpunkt bei Via degli specchi. 1991 folgte ihr bislang letzter Spielfilm, wonach Gagliardo sich dokumentarischen Stoffen widmete.

## Filmografie (Auswahl)

### Darstellerin
- 1961: Trauen Sie Alfredo einen Mord zu? (L’assassino)

### Regie
- 1977: Maternale (Maternale)
- 1982: Die Straße der Spiegel (Via degli specchi)
- 1991: Caldo soffocante

### Drehbuch
- 1972: La tecnica e il rito
- 1976: Die große Orgie (Vizi privati, pubbliche virtù)
- 1981: Das Herz des Tyrannen (A zsarnok szíve, avagy Boccaccio Magyarországon)